# Pelecanoides cymatotrypetes
Pelecanoides cymatotrypetes är en utdöd fågel i familjen liror inom ordningen stormfåglar. Den beskrevs 1985 utifrån fossila lämningar från tidig pliocen funna i Sydafrika.